# Clube Hóquei dos Carvalhos
Il Clube Hóquei dos Carvalhos è un club di hockey su pista avente sede a Porto in Portogallo.